# Ahmad Nazif
Ahmed Nazif, född 8 juli 1952 i Alexandria, är en egyptisk politiker. Han blev utnämnd till premiärminister den 14 juli 2004. Den  29 januari 2011 avskedades Nazif och hela hans regering av president Hosni Mubarak, till följd av protesterna i Egypten.